# Exetastes syriacus
Exetastes syriacus är en stekelart som beskrevs av Otto Schmiedeknecht 1910. Exetastes syriacus ingår i släktet Exetastes och familjen brokparasitsteklar. Inga underarter finns listade i Catalogue of Life.